# Varanus olivaceus
Varanus olivaceus (Варан Грея) — представник родини варанових.

## Опис
З точки зору розміру і ваги є яскраво виражений статевий диморфізм. Великі самці досягають довжини до 2 м і важать 9 кг. У середньому самці досягають довжини голови і тіла 65 см й ваги 6,7 кг, самиці близько 50 см і 2,6 кг відповідно. Голова має непропорційно великі ніздрі розташовані на півдорозі між очима і кінчиком носа. Задні ноги довші передніх і дуже великі як для варанів. Основний колір ящірки зеленувато-сірий, шия, спина і хвіст, мають деякі темні, поперечні смуги. Ноги темніші, ніж тіло. Кігті чорні, великі, сильно зігнуті, використовуються для лазіння. Основний колір молоді набагато яскравіший і жовтуватий.

## Спосіб життя
Це деревний вид. Молодь їсть равликів чи крабів, і стає значною мірою плодоїдним з дорослішанням. Мало що відомо про відтворення у цього виду. Оптимальний час яйцекладки для цього виду, як відомо, в період з липня по жовтень, коли кладеться до 11 яєць. Замість того, щоб рити гніздо, найбільш ймовірне місце для цього виду, щоб відкласти яйця, як вважають, є дупла дерев. Молодь часто спостерігається в травні-липні.

## Розповсюдження
Ендемік Філіппін, де живе в південній частині острова Лусон на острові Полілло і Катандуанес в низовині, починаючи від близько рівнем моря до 400 м над рівнем моря. Записаний у первинних і вторинних вологих тропічних лісах, часто з скельних виходами або скелями.

## Загрози та охорона
Цей вид знаходиться під загрозою втрати і фрагментації місць проживання, через перехід земель в сільськогосподарський оборот і лісозаготівлі. Також тваринам загрожує полювання на їжу місцевим населенням та збір для торгівлі тваринами (діти та підлітки направляються на міжнародний ринок). Цей вид занесений до Додатка II СІТЕС.